# Кузьмин, Иван Трофимович
Кузьмин Иван Трофимович (1 января 1923, Торханы, Чувашская АССР — 21 марта 2002, Торханы, Чувашия) — советский военный деятель, организатор колхозного производства. Герой Социалистического Труда.

## Биография
Иван Кузьмин родился 1 января 1923 года в деревне Торханы Шумерлинского района Чувашской АССР в многодетной крестьянской семье.

## Награды
- В 1973 году Указом Президиума Верховного Совета СССР от 11 декабря 1973 года присвоено звание Героя Социалистического Труда.
- Орден Ленина;
- орден Октябрьской Революции.
- орден Отечественной войны I степени,
- орден Отечественной войны II степени,
- три ордена Красной Звезды,
- ордена Славы III и II степени
- медаль «За отвагу»,
- медаль «За боевые заслуги»,
- медаль «За победу над Германией в Великой Отечественной войне 1941 −45 гг.»,
- медаль «За взятие Кенигсберга»,
- юбилейная медаль «Медаль маршала Жукова»